# Sofia Anker-Kofoed
Sofia Ingrid Eleonora Anker-Kofoed, född 28 november 1994, är en svensk fotbollsspelare. 

## Karriär
Anker-Kofoeds moderklubb är Liga 96, där hon spelade fram tills 2008. Hon spelade under två säsonger för Gärsnäs AIS i division 4, men gick efter säsongen 2010 till FC Rosengård (tidigare LdB FC). Hon fick i augusti 2012 A-lagskontrakt med klubben.
I juli 2014 lämnade hon FC Rosengård och flyttade till USA för studier. Samma månad presenterades hon av Washington State University. Mellan 2014 och 2017 spelade hon 58 matcher och gjorde två mål för Washington State. Därefter spelade Anker-Kofoed för Hammenhögs IF i Division 1.
I december 2019 värvades Anker-Kofoed av Borgeby FK. I januari 2022 gick hon till division 2-klubben Malmö FF. Anker-Kofoed gjorde fyra mål på sex matcher men lämnade klubben efter en säsong.